# Frederik August George van Saksen

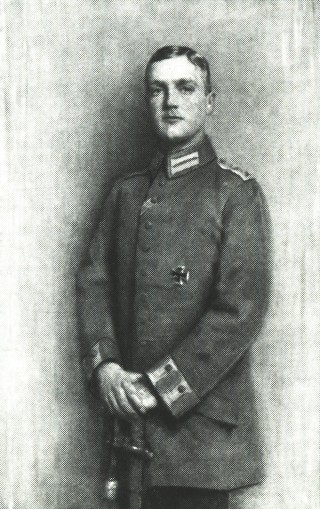
Kroonprins George van Saksen

Frederik August George van Saksen (Dresden, 15 januari 1893 - Glienicker See, 14 mei 1943) was de oudste zoon van Frederik August III, de laatste koning van Saksen en diens vrouw Louise van Oostenrijk-Toscane. Hij was de laatste Saksische kroonprins tot 1919, toen na de afschaffing van de Duitse adel zijn geslachtsnaam werd gewijzigd in Prinz von Sachsen. Hij was een Duitse katholieke priester.
George en zijn broers en zussen werden opgevoed door hun vader omdat hun moeder in 1902 het ouderlijk huis had verlaten en zich vervolgens in Londen vestigde.
Traditiegetrouw trad George toe tot het Saksische leger, waarmee hij ook vocht tijdens de Eerste Wereldoorlog. De op het einde van die oorlog volgende ineenstorting van het Duitse Keizerrijk en daarmee van het Koninkrijk Saksen had ingrijpende gevolgen voor Georges verdere leven. Hij besloot in 1919 priester te worden.
Hij studeerde theologie in Tübingen en Freiburg. In 1924 werd hij gewijd tot priester. Na korte tijd werkzaam geweest te zijn als priester in Meißen, trad hij in 1927 toe tot de orde van de Jezuïeten. In Berlijn zette hij een katholiek gymnasium op, en in heel Duitsland zette hij zich in voor de oecumene. 
George was een fanatiek tegenstander van het nationaalsocialisme en verzette zich vanaf het begin tegen het rabiate antisemitisme dat er het gevolg van was. Hij stond sindsdien onder voortdurende verdenking van de Gestapo, die verscheidene keren zijn huis doorzocht. Hij hielp een aantal joden vluchten en stond in contact met de Duitse verzetsbeweging.
In 1943 verdronk hij, terwijl hij aan het zwemmen was in het Glienicker meer. George werd begraven in Dresden.